# Яблуновський Анатолій Володимирович
Яблуновський Анатолій Володимирович (23 жовтня 1949, Одеса) — радянський трековий велогонщик, призер чемпіонатів світу, неодноразовий чемпіон СРСР, майстер спорту міжнародного класу, заслужений тренер України, суддя національної категорії, президент Одеської обласної федерації велоспорту.

## Біографія
Народився 23 жовтня 1948 року в Одесі. На чемпіонатах СРСР представляв команду збройних сил Молодови (Кишинів). У 1973 році став чемпіоном СРСР в гіті та спринті на тандемах, у 1975 році повторив успіх на тандемі та виграв золото в спринті, а у 1976 завоював перше місце у тих же дисциплінах. У 1975 році на VI літній Спартакіаді спортсмен здобув два золота: в спринті та спринті на тамнемах.
У 1973 році в Сан-Себастьяні Яблуновський став срібним призером чемпіонату світу з трекових велоперегонів в спринті серед аматорів. У 1975 та 1976 роках спортсмен двічі здобував бронзову медаль у спринті на тандемах серед аматорів у парі з Сергієм Комельковим та Володимиром Семенцем відповідно.
Після завершення спортивної кар'єри розпочав тренерську роботу, де досяг звання заслуженого тренера України. У 2015 році Яблуновський працює директором Дитячо-юнацької спортивної школи № 13 м. Одесса (Дитячий яхт-клуб), обіймає посаду президента Одеської обласної федерації велоспорту, а також очолює Одеську обласну організацію ФСТ «Спартак».

## Статистика

### Трекові велоперегони
| Рік  | Змагання                                 | Місце проведення           | Результат | Дисципліна         |
| ---- | ---------------------------------------- | -------------------------- | --------- | ------------------ |
| 1973 | Чемпіонат світу з трекових велоперегонів | Сан-Себастьян, Іспанія     | 2         | Спринт, аматори    |
| 1975 | Чемпіонат світу з трекових велоперегонів | Рокур, Бельгія             | 3         | Спринт на тандемах |
| 1975 | Гран-прі Копенгагена                     | Ордруп, Данія              | 3         | Спринт             |
| 1976 | Чемпіонат світу з трекових велоперегонів | Монтероні-ді-Лечче, Італія | 3         | Спринт на тандемах |